# ایرباس
ایرباس (به انگلیسی: Airbus) شرکت صنایع هوافضایی چندملیتی اروپایی است که دفتر مرکزی آن در شهر لَیدن  در هلند مستقر است و در زمینه طراحی، توسعهٔ فناوری و تولید هواپیماهای تجاری، بالگردها، پهپادها، هواگردهای نظامی، ماهواره‌‌ها و فضاپیماها فعالیت می‌کند. ایرباس هم‌اکنون پس از بوئینگ، دومین هواپیماساز جهان به‌شمار می‌آید و در حدود نیمی از هواپیماهای مسافربری و ترابری جهان را تولید می‌کند.
این کورپوریشن دارای ۱۳۳٬۷۸۲ کارمند و ۱۶ دفتر در کشورهای آلمان، فرانسه، بریتانیا و اسپانیا است. مونتاژ پایانی هواپیماهای ایرباس در شهرهای تولوز در فرانسه، هامبورگ در آلمان، سویا در اسپانیا، موبیل در ایالات متحده و تیانجین در چین انجام می‌پذیرد. این شرکت همچنین دارای شعب در کشورهای ایالات متحده آمریکا، ژاپن و چین است.
شرکت ایرباس از آغاز کار در سال‌های دهه ۱۹۷۰، توسعه و به‌کارگیری فناوری‌های نوین در صنعت هواپیمایی را به ابزار اصلی برتری خود در رقابت با شرکت‌های دیگر از جمله بوئینگ تبدیل کرد. فناوری‌هایی مانند کاربرد گسترده مواد کامپوزیت در سازهٔ هواپیما، ساختار تمام‌رایانه‌ای و دیجیتالی‌کردن بخش عمده‌ای از سامانه کنترل پرواز و نیاز به تنها دو نفر در کابین خلبان، نمونه‌هایی از فناوری‌های توسعه داده‌شده توسط ایرباس هستند، که نه‌تنها به رشد این شرکت کمک کردند، بلکه هم‌اکنون به‌صورت استانداردهایی در صنعت هواپیمایی درآمده‌اند.

شرکت ایرباس به‌صورت کنسرسیومی از ادغام تولیدکنندگان هوافضای اروپا شامل آئروسپاسیال-ماترا فرانسه، دایملربنز اروسپیس آلمان و کاسا اسپانیا بنیان گذاشته شد. در سال ۲۰۰۱ میلادی، این مؤسسه تبدیل به شرکتی با سهام مشترک گردید، که در آن ۸۰٪ درصد سهام متعلق به شرکت ای‌ای‌دی‌اس و ۲۰٪ درصد سهام آن نیز متعلق به شرکت بی‌ای‌ئی سیستمز در بریتانیا بود. در ماه اکتبر سال ۲۰۰۶ بی‌ای‌ئی سیستمز، همه سهام خود را به ای‌ای‌دی‌اس واگذار کرد. در پی تجدید ساختار شرکت ای‌ای‌دی‌اس، ابتدای سال ۲۰۱۴ به گروه ایرباس تغییر نام داد. هم‌اکنون ایرباس دیفنس اند اسپیس و ایرباس هلیکوپترز، به‌عنوان شرکت‌های تابعه ایرباس فعالیت می‌کنند.  

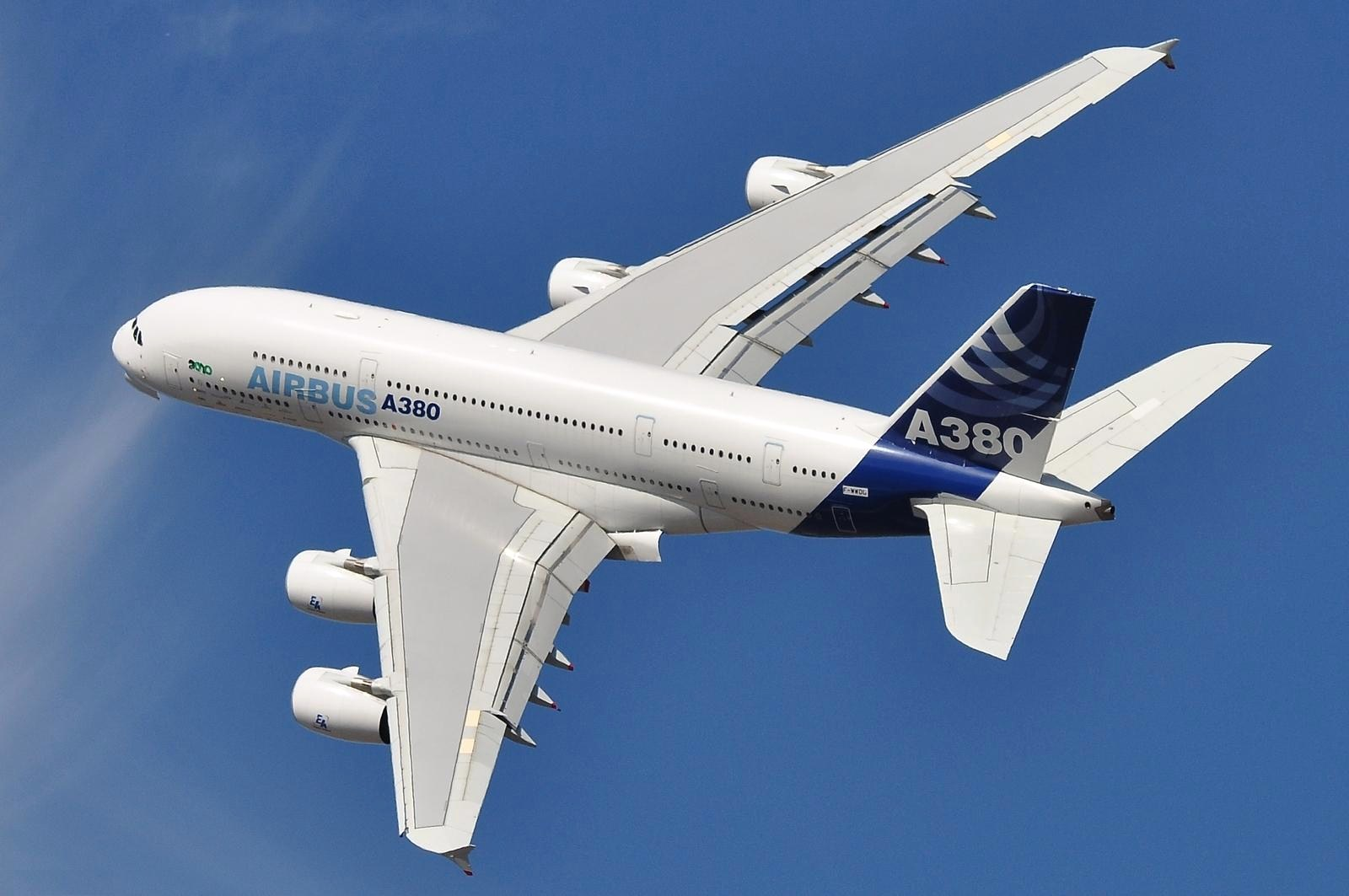
ایرباس ای۳۸۰، بزرگ‌ترین هواپیمای مسافربری جهان

## تاریخچه

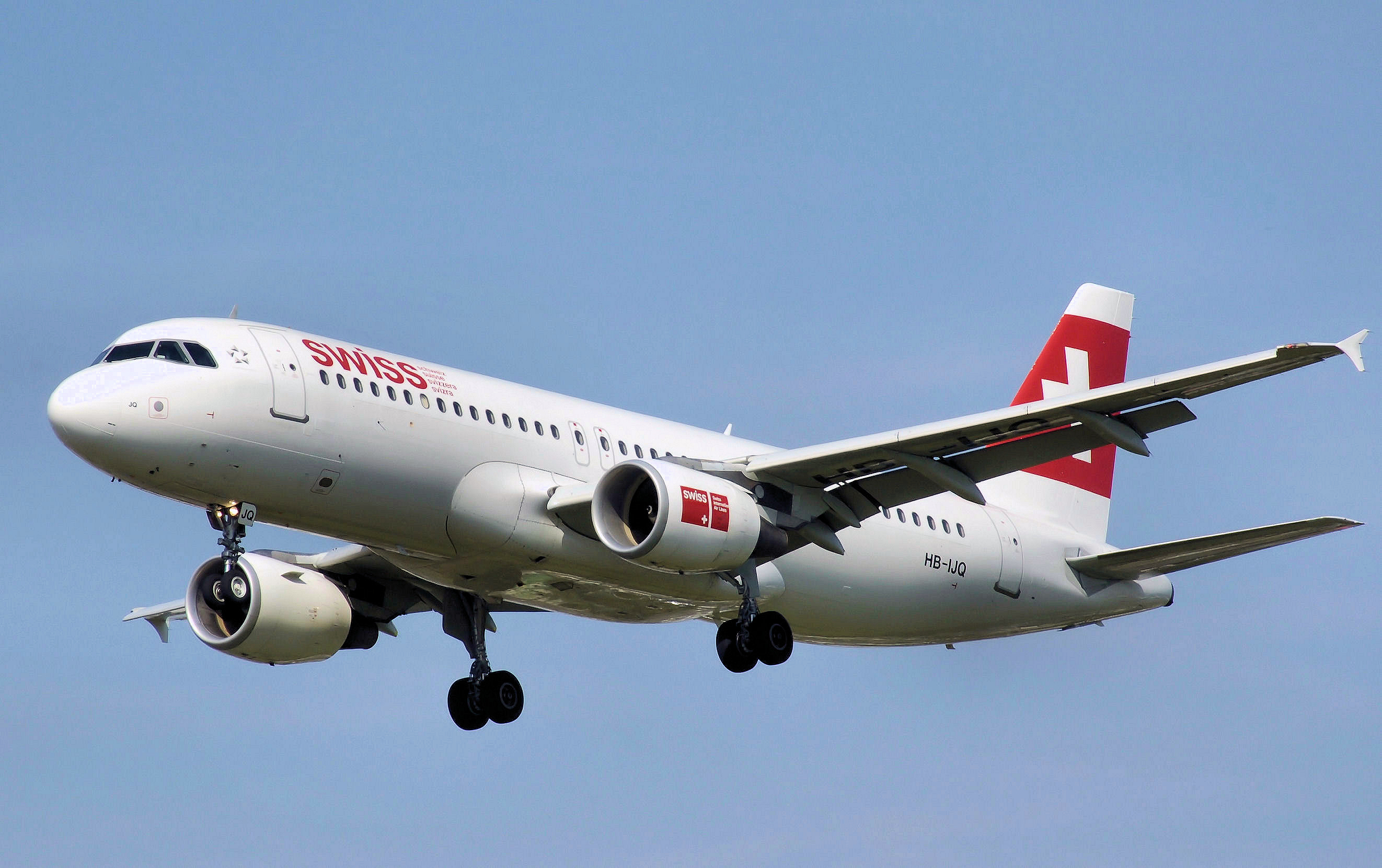
هواپیمای ایرباس ای۳۲۰ شرکت سوئیس اینترنشنال ایرلاینز

### ریشه‌های تأسیس
ایرباس نخست به صورت کنسرسیومی از شرکت‌های هوافضای اروپایی، شامل آئروسپاسیال-ماترا فرانسه، دایملربنز اروسپیس آلمان و کاسا اسپانیا با هدف رقابت با شرکت‌های آمریکایی چون بوئینگ، مک‌دانل داگلاس و لاکهید کورپوریشن، بنیان گذاشته شد. جنگ جهانی دوم بسیاری از زیرساخت‌های صنعتی اروپا، از جمله صنعت هوایی را از بین برده بود، اما هم‌زمان باعث رشد و شکوفایی صنعت هوایی بسیار موفقی در ایالات متحده آمریکا شده بود.
در سال ۱۹۶۵ در نمایشگاه هوایی پاریس، خطوط هوایی عمده اروپا مسئله نیاز به هواپیمای مسافربری کوتاه‌بُرد و میان‌بُرد را به بحث و تبادل نظر گذاشتند. در همین سال، به درخواست دولت بریتانیا، شرکت هاوکر سایدلی با دو شرکت هوایی فرانسوی به نام‌های برُگِه و نورد برای آغاز طراحی نخستین هواپیمای ایرباس وارد مذاکره شد. این سه شرکت طراحی هواپیمایی با کُد HBN 100 را آغاز کردند.
در سال ۱۹۶۶ میلادی، شرکت سود اوییشن فرانسوی، شرکت آربایتشگماینشافت ایرباس (سپس دویچه ایرباس) آلمانی و هاوکر سیدلی بریتانیایی شرکای اصلی پروژه ایرباس بودند و درخواست تأمین بودجه پروژه به هر سه دولت ارسال شده بود.

### پروژه "ای۳۰۰

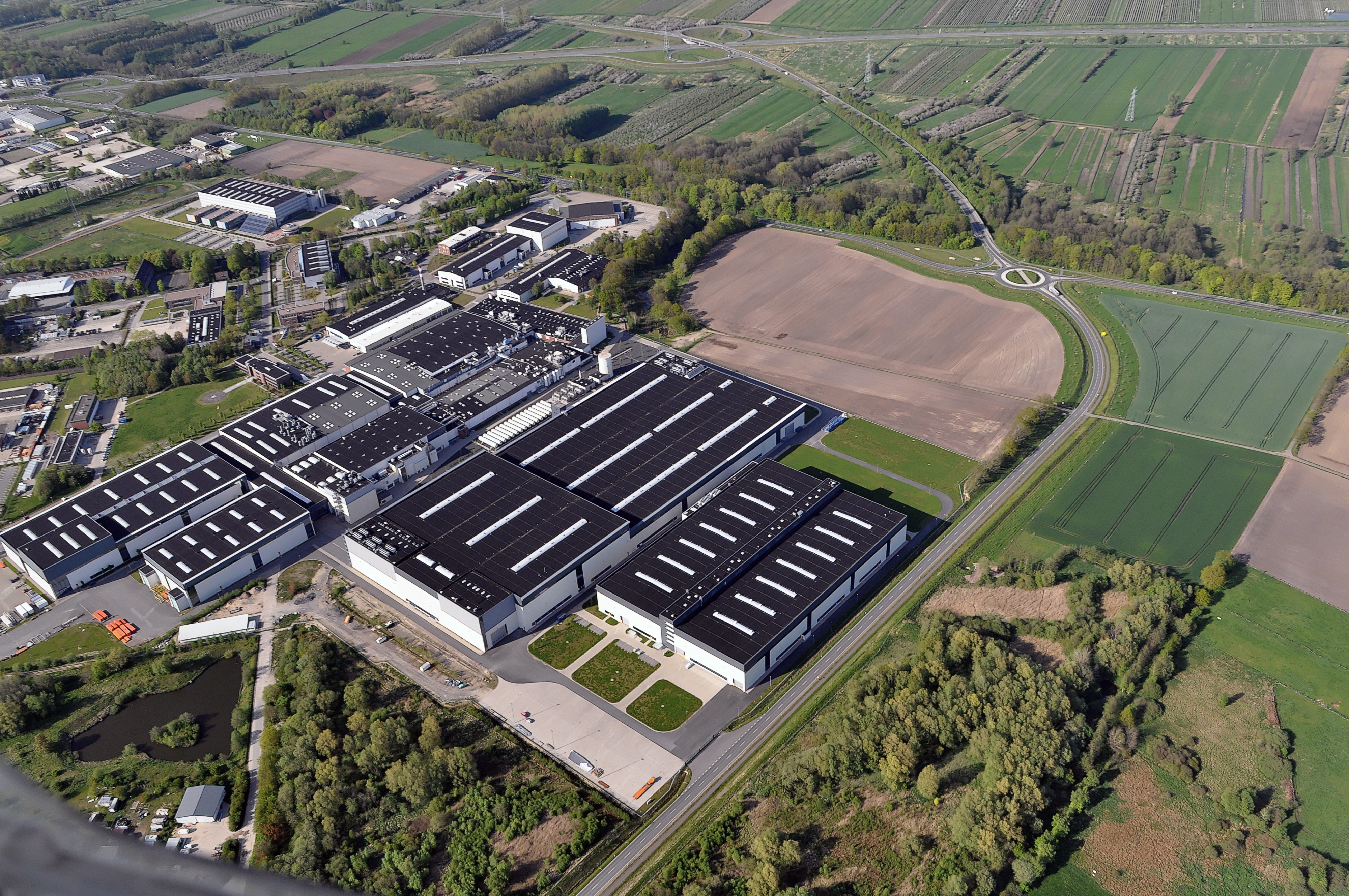
کارخانه تولیدی ایرباس در اشتدته، آلمان

کُد ای۳۰۰ از اوایل سال ۱۹۶۷ میلادی برای نامیدن هواپیمای در دست طراحی ایرباس انتخاب شد. این هواپیما قرار بود ظرفیت حمل ۳۲۰ مسافر را داشته باشد و از دو موتور جت برای تولید نیروی پیشرانه استفاده کند.
در ۲۵ ژوئیه ۱۹۶۷، سه دولت اروپایی شریک در پروژه بیانیه‌ای با متن زیر منتشر کردند:
برای افزایش همکاری‌های اروپایی در زمینه هوانوردی، توسعه اقتصادی و پیشرفت فناورانه در اروپا، اقدام‌های لازم برای طراحی، توسعه مشترک و تولید هواپیمای ایرباس فراهم آید. (بیانیه عملیات ایرباس)
پس از توافق نهایی برای همکاری در پروژه ایرباس، رُژه بِتی، به سمت مدیر فنی پروژه "ای۳۰۰" منصوب شد. وی فرایند ساخت و تولید هواپیما را بین شرکت‌های گوناگون تقسیم کرد و این تقسیم‌بندی از آن دوره تاکنون در ساخت تقریباً همه هواپیماهای ایرباس رعایت می‌شود. بر اساس این تقسیم‌بندی قرار شد که اتاق خلبان، ابزار و ادوات کنترل پرواز و بخش میانی زیر بدنه هواپیما در فرانسه تولید شود. رژه بیتی که از طرفداران هواپیمای جت ۳-موتوره بریتانیایی ترایدنت بود، ساخت بال‌های هواپیما را به هاوکر سیدلی در بریتانیا واگذار کرد. همچنین مقرر شد که ساخت قسمت‌های جلو و عقب و بخش میانی فوقانی بدنه اصلی هواپیما در آلمان، شهپرها و اجزاء بال‌ها در هلند و بالک‌های افقی عقب در اسپانیا ساخته شوند.
در ۲۶ سپتامبر ۱۹۶۷ طی توافقی مقرر شد که شرکت سود اوییشن رهبری پروژه را در دست داشته باشد، فرانسه و بریتانیا هر یک ۳۷٬۵٪ درصد و آلمان ۲۵٪ درصد کار را در دست داشته باشند. همچنین شرکت رولز-رویس هولدینگز برای ساخت موتور جت هواپیمای نخست ایرباس انتخاب شد.
در تاریخ ۱۰ آوریل ۱۹۶۹، دولت بریتانیا رسماً از پروژه ایرباس کناره‌گیری کرد و دولت آلمان با استفاده از این موقعیت سهام خود را به ۵۰٪ درصد افزایش داد. پس از خروج دولت بریتانیا از مجموعه سهامداران ایرباس، شرکت هاوکر سایدلی به‌طور مستقل ساخت بال‌های ایرباس را در بریتانیا ادامه داد.

### تشکیل صنایع ایرباس

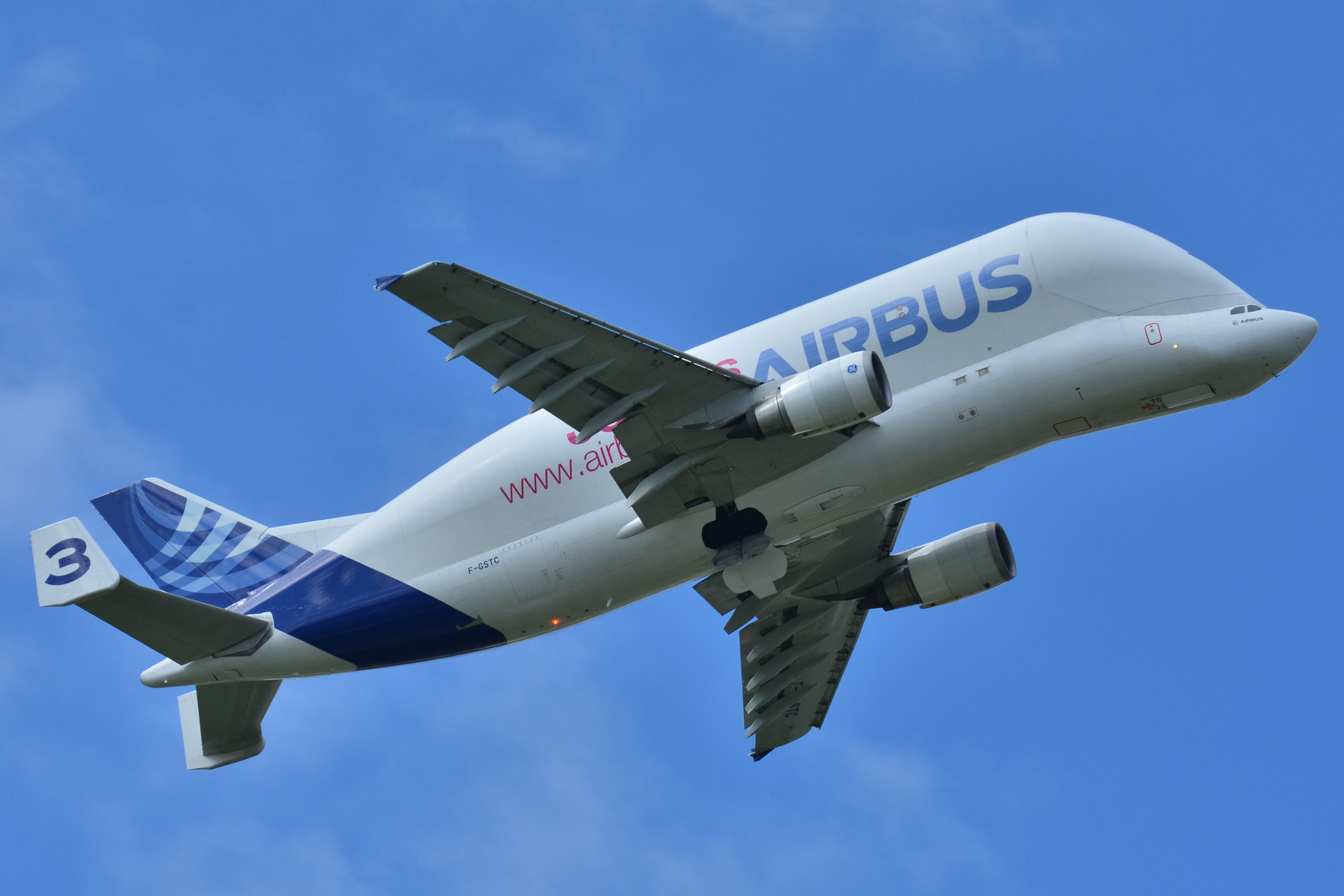
ایرباس بلوگا؛ هواپیمای اَبَرترابری ایرباس

صنایع ایرباس به عنوان یک گروه اقتصادی در ۱۸ دسامبر ۱۹۷۰ تأسیس شد. در این گروه شرکت‌های آئروسپاسیال فرانسوی و دویچه ایرباس آلمانی هر یک ۳۶٫۵ درصد، هاوکر سیدلی بریتانیایی ۲۰ درصد و فوکر هلندی ۷ درصد سهم کاری داشتند. در سال ۱۹۷۱، آئرواسپاسیال و دویچه ایرباس جمعاً سهام خود را به ۴۷٫۹ درصد کاهش دادند، تا شرکت اسپانیایی کاسا بتواند ۴٫۲ سهام را دریافت کند. در ژانویه ۱۹۷۹ شرکت هوافضایی بریتانیا که مالک جدید هاوکر سایدلی بود، ۲۰٪ درصد سهم را از آن خود کرد.

### توسعه "ای۳۰۰
نخستین مدل ایرباس ای۳۰۰ پرواز اولیه خود را در سال ۱۹۷۲ انجام داد و نخستین مدل تجاری آن در سال ۱۹۷۴ وارد خدمت شد. نخست موفقیت ایرباس پیشرفت کندی داشت و به دلیل هم‌زمان شدن پروژه "ای۳۰۰" با رونمایی هواپیمای فراصوت کنکورد، کنسرسیوم ایرباس کاملاً زیر سایه تبلیغات کنکورد قرار گرفت، به‌طوری‌که شرکت ایرباس پیش از نخستین پرواز ای۳۰۰ تا ۱۹۷۲ تنها ۱۵ سفارش قطعی برای این مدل دریافت کرده بود و تا سال ۱۹۷۹ تنها ۸۱ فروند هواپیمای ای۳۰۰ در شرکت‌های مختلف خدمت می‌کردند. اما با معرفی مدل ایرباس ای۳۲۰ ناگهان ورق برگشت و ایرباس به عنوان یک بازیگر مهم در بازار هواپیمایی مسافری مطرح شد. ایرباس موفق شد پیش از پرواز ای۳۲۰ تعداد ۴۰۰ سفارش قطعی برای این مدل دریافت کند.

## هواپیماهای ایرباس

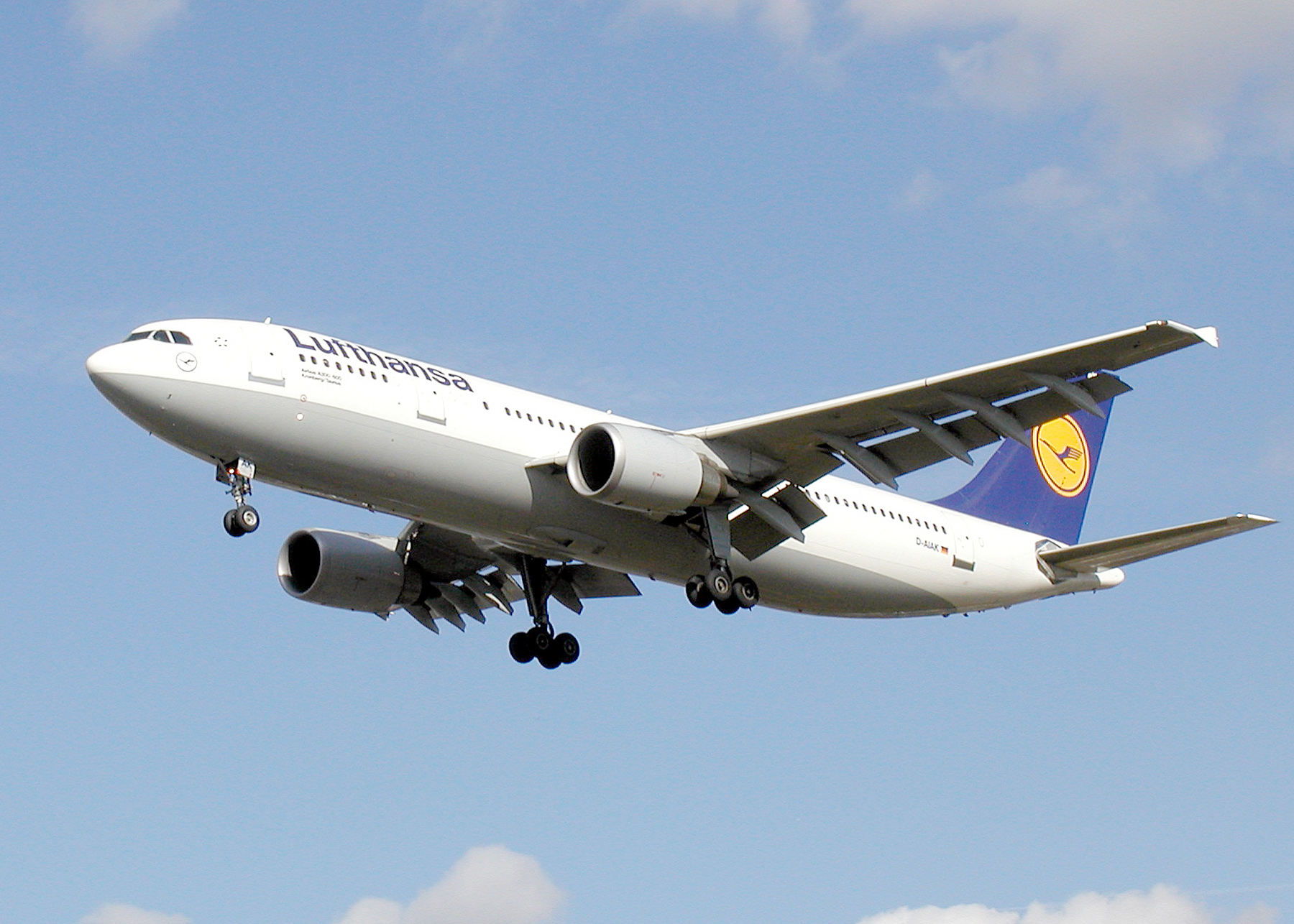
ایرباس ای۳۰۰، متعلق به شرکت لوفت‌هانزا

### خانواده "ای۳۰۰
نخستین هواپیمای ایرباس مدل ایرباس ای۳۰۰ بود که در سال ۱۹۷۲ پرواز کرد و نخستین پرواز تجاری‌اش را در ۱۹۷۴ انجام داد. هواپیمای ایرباس ای۳۰۰ نخستین هواپیمای پهن‌پیکر دنیا است که در چیدمان کابین مسافران دو راهروی موازی دارد و در عین حال تنها از ۲ موتور جت نیرو می‌گیرد. آخرین فروند هواپیمای ایرباس ای۳۰۰ در ژوئیه ۲۰۰۷ به فدکس اکسپرس تحویل داده شد و سپس تولید آن برای همیشه متوقف شده‌است.
هواپیمای ایرباس ای۳۱۰ پس از ایرباس ای۳۰۰ معرفی شد و در آن طول هواپیما کاهش پیدا کرده بود و بال‌ها و موتورها تغییراتی کرده بودند.

### خانواده "ای۳۲۰
هواپیمای ایرباس ای۳۲۰ یکی از بزرگ‌ترین موفقیت‌های تجاری شرکت ایرباس می‌باشد، که در آن برای نخستین بار، سامانه ناوبری موسوم Fly-by-wire به‌کار برده شده بود. مدل‌های ایرباس ای۳۱۹ و ایرباس ای۳۱۸ در حقیقت مدل‌های کوچکتر ایرباس ای۳۲۰ هستند، که برای بازارهای کوچکتر و همچنین بازار جت‌های خصوصی تجاری، جذاب هستند. مدل ایرباس ای۳۲۱ اندکی از ایرباس ای۳۲۰ بزرگتر است و رقیب مستقیم مدل‌های جدید بوئینگ ۷۳۷ محسوب می‌شود. هم‌اکنون ایرباس در حال مطالعه برای طراحی هواپیمایی جایگزین برای ایرباس ای۳۲۰ است. هواپیمای جدید ایرباس ای۳۲۰ نئو نام دارد.

### خانواده "ای۳۳۰ و "ای۳۴۰

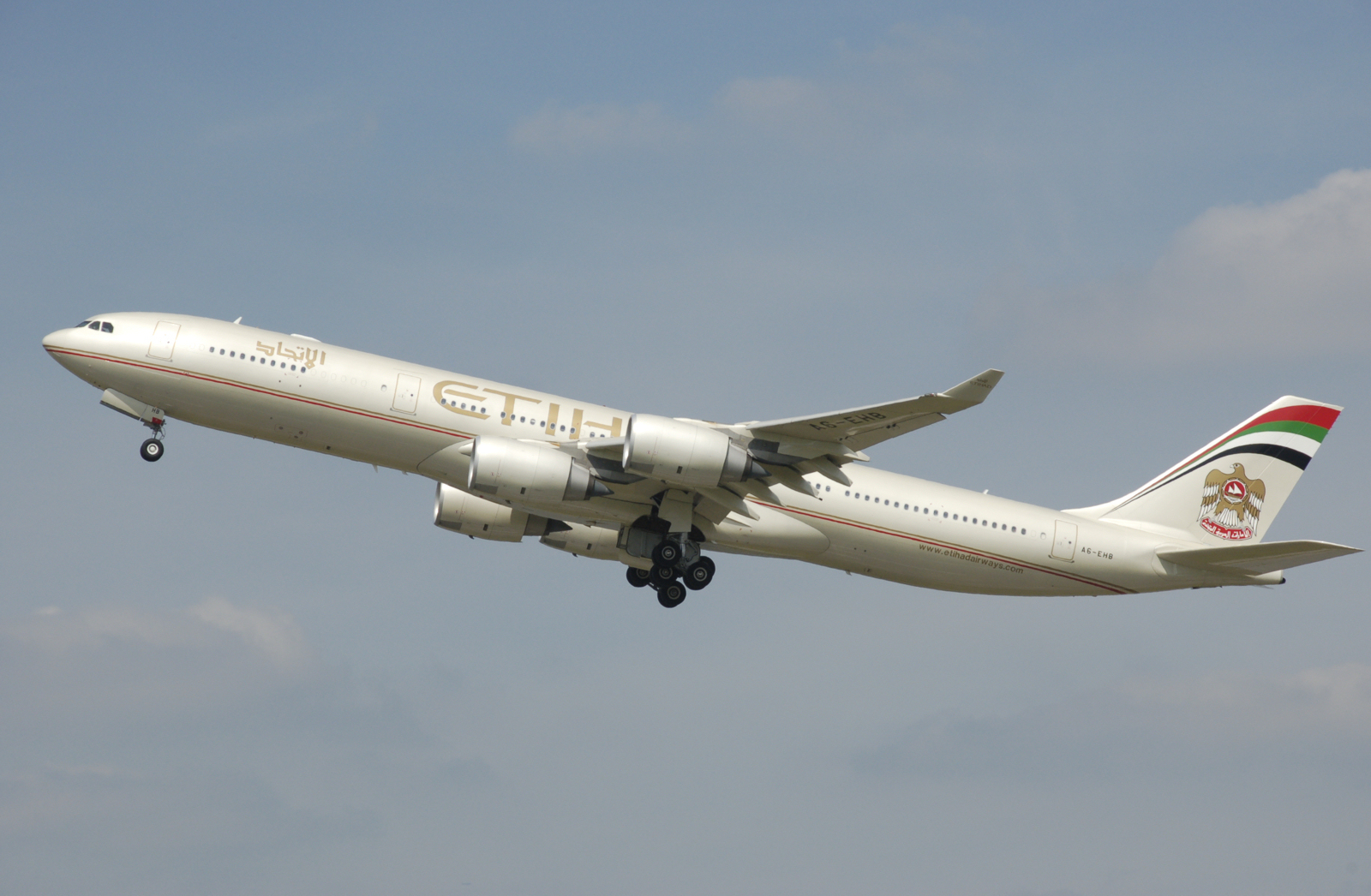
هواپیمای ۴ موتوره ایرباس ایرباس ای۳۴۰ شرکت هواپیمایی اتحاد

هواپیماهای مدرن ایرباس ای۳۳۰ و ایرباس ای۳۴۰ به ترتیب با ۲ و ۴ موتور هواپیمای مسافربری پهن‌پیکر دورپرواز ایرباس هستند. هواپیمای ایرباس ای۳۴۰ دارای بُردی معادل ۱۶٬۷۰۰ کیلومتر است. کاربرد اصلی این هواپیماها در جابجایی تعداد زیادی مسافر در مسافت‌های طولانی است. طراحی و ساخت ایرباس ای۳۳۰ و ایرباس ای۳۴۰ از سال ۱۹۸۷ و به‌طور هم‌زمان آغاز شد.

### تانکر سوخت‌رسان ایرباس
تانکر سوخت‌رسان ایرباس موسوم به ام‌آرتی‌تی، هواپیمایی نظامی بر اساس طراحی ایرباس ای۳۳۰ است که برای سوخت‌گیری هوایی ساخته شده‌است.
در تاریخ ۲۹ فوریه ۲۰۰۸، شرکت دفاعی هوافضایی اروپا، مالک اسبق ایرباس، برنده مناقصه ساخت ۱۷۹ فروند هواپیمای ام‌آرتی‌تی برای جایگزینی ناوگان قدیمی سوخت‌رسان نیروی هوایی ایالات متحده آمریکا شد. ارزش این معامله ۴۰ میلیارد دلار برآورد شده‌است. بیشتر قسمت‌های این هواپیما در کارخانه‌های ایرباس در اروپا ساخته می‌شوند و نهایتاً در مرکز جدیدی که ایرباس در ایالات متحده آمریکا دایر کرده، مونتاژ می‌شوند. این هواپیما در نیروی هوایی ایالات متحده آمریکا با نام کی‌سی-۳۰ شناخته می‌شود.
به عقیده ژنرال آرتور لیکت، فرمانده یگان حمل و نقل هوایی در نیروی هوایی ایالات متحده آمریکا، هواپیمای سوخت‌رسان ایرباس در زمینه‌های زیادی از جمله ظرفیت حمل سوخت، نفر و بار از طرح جدید شرکت بوئینگ بسیار برتر است. این هواپیما از انعطاف‌پذیری بیشتری نسبت به هواپیمای سوخت‌رسان بوئینگ برخوردار است و می‌توان آن را سریع‌تر برای انجام مأموریت آماده کرد.

### خانواده "ای۳۸۰
جدیدترین هواپیمای ایرباس مدل ایرباس ای۳۸۰ است که با ۲ طبقهٔ کامل، ۴ موتور و ظرفیت بیش از ۸۵۰ مسافر، بزرگ‌ترین هواپیمای مسافربری در جهان می‌باشد. هواپیمای ای۳۸۰ از اکتبر ۲۰۰۷ رسماً سرویس تجاری خود را با پرواز در شرکت هواپیمایی سنگاپور آغاز کرده‌است. مدل «باری» این هواپیما یعنی ای۳۸۰–۸۰۰اف دومین هواپیمای بزرگ باری جهان، پس از هواپیمای آنتونوف-۲۲۵ می‌باشد.
تولید آن متوقف شد.

### کنکورد
هواپیمای مافوق صوت کنکورد، با کاربری مسافربری یا ترابری، در کنار توپولف-۱۴۴، یکی از دو هواپیمای مافوق صوت است که در پروازهای تجاری برای حمل مسافر مورد استفاده قرار می‌گرفت. این هواپیما که محصول مشترک دو کشور فرانسه و بریتانیا است، قادر بود با سرعتی حدود دو برابر سرعت صوت یا عدد ماخ ۲ پرواز کند.
هواپیمای کنکورد با بهره‌گیری از چهار موتور توربوجت با پس سوز، قادر به پرواز در سرعت‌های مافوق صوت بود. این موتورهای بسیار قدرتمند مصرف سوخت بالایی داشتند.
کنکورد برای نخستین بار در دوم مارس ۱۹۶۹ به پرواز درآمد و در ۲۱ ژانویه ۱۹۷۶ رسماً آغاز به کار کرد و پس از حادثه سقوطی که در ۲۵ ژوئیه سال ۲۰۰۰ در پاریس رخ داد، طراحان آن متوجه نقص در طراحی موتور این هواپیما شدند، که رفع عیب آن از نظر اقتصادی مقرون به صرفه نبود و در نتیجه در بیست و ششم نوامبر ۲۰۰۳ آخرین پرواز این هواپیما انجام شد.
تا پیش از بازنشسته شدن هواپیمای کنکورد در سال ۲۰۰۳، شرکت ایرباس قطعات یدکی و خدمات موردنیاز کنکوردها را تأمین می‌کرد.

## رقابت با بوئینگ

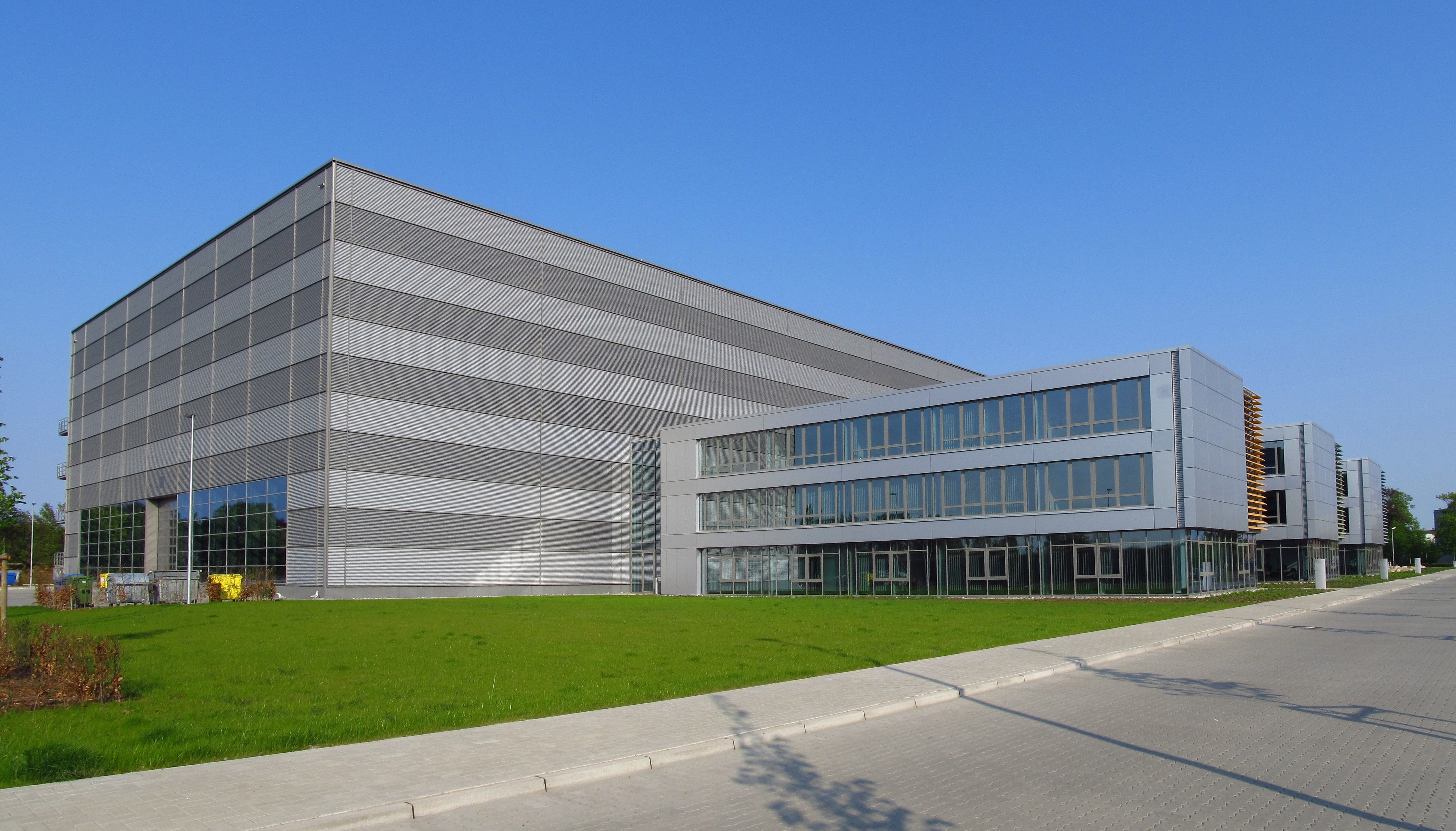
مرکز تحقیق و توسعه ایرباس در اشتدته

در سال‌های دهه ۱۹۷۰ و در آغاز کار ایرباس، این شرکت توسعه و به‌کارگیری فناوری‌های نوین و برتر در هواپیمای مسافربری و باری را به ابزار اصلی رقابت با بوئینگ تبدیل کرد. به عنوان مثال، در نخستین مدل ایرباس ای۳۰۰ که در سال ۱۹۷۲ پرواز کرد، از بیشترین مواد کامپوزیت در ساخت بدنه هواپیما استفاده شده بود. در همان دهه، ایرباس با رایانه‌ای کردن بخش عمده‌ای از سامانه کنترل پرواز، برای نخستین بار هواپیماهایی به بازار ارائه کرد که تنها به حضور دو نفر (خلبان و کمک خلبان) در کابین خلبان نیاز داشت.
در دهه ۱۹۸۰، ایرباس برای نخستین بار سامانه کنترل هواپیما را دیجیتالی کرد که با عنوان Fly-by-Wire شناخته می‌شود و هم‌اکنون در همه هواپیماهای بزرگ به صورت استاندار درآمده‌است.
آمار فروش هواپیماهای شرکت ایرباس و مقایسه آن با شرکت بوئینگ در جدول زیر آمده‌است:
| | ٢٠٢٢ | ٢٠٢١ | ٢٠٢٠ | ٢٠١٩ | ٢٠١٨ | ٢٠١٧ | ٢٠١۶ | ٢٠١۵ | ٢٠١۴ | ۲۰۱۳ | ۲۰۱۲ | ۲۰۱۱ | ۲۰۱۰ | ۲۰۰۹ | ۲۰۰۸ | ۲۰۰۷ | ۲۰۰۶ | ۲۰۰۵ | ۲۰۰۴ | ۲۰۰۳ | ۲۰۰۲ | ۲۰۰۱ | ۲۰۰۰ | ۱۹۹۹ | ۱۹۹۸ | ۱۹۹۷ | ۱۹۹۶ | ۱۹۹۵ | ۱۹۹۴ | ۱۹۹۳ | ۱۹۹۲ | ۱۹۹۱ | ۱۹۹۰ | ۱۹۸۹ |
| ایرباس | ٢٠٠٧ | ٩۶٨  | ١١٩٨ | ٩٨٨  | ١٨٩٩ | ١٠٧۶ | ٢٠٠٠ | ١٠٨٩ | ١٢٧٠ | ۹۵۵  | ۵۹۰  | ۷۳۱  | ۳۹۰  | ۲۷۱  | ۷۷۷  | ۹۴۱  | ۷۹۰  | ۱۰۸۵ | ۳۷۰  | ۲۸۴  | ۳۰۰  | ۳۷۵  | ۵۲۰  | ۴۷۶  | ۵۵۶  | ۴۶۰  | ۳۲۶  | ۱۰۶  | ۱۲۵  | ۳۸   | ۱۳۶  | ۱۰۱  | ۴۰۴  | ۴۲۱  |
| بوئینگ | ١٠۴۶ | ١٠٠٢ | ٩٩۴  | ١٠۴۵ | ١٢٠٠ | ٨٩٣  | ١۶٧٠ | ٩٧۴  | ٩۵۴  | ۱۰۷۴ | ۷۱۳  | ۱۰۵۵ | ۴۷۶  | ۱۴۲  | ۶۶۲  | ۱۴۱۳ | ۱۰۴۴ | ۱۰۰۲ | ۲۷۲  | ۲۳۹  | ۲۵۱  | ۳۱۴  | ۵۸۸  | ۳۵۵  | ۶۰۶  | ۵۴۳  | ۷۰۸  | ۴۴۱  | ۱۲۵  | ۲۳۶  | ۲۶۶  | ۲۷۳  | ۵۳۳  |      |
| منابع: - تعداد سفارش‌های دریافتی ایرباس تا ۳۱ اکتبر ۲۰۱۱ - تعداد سفارش‌های دریافتی بوئینگ تا ۱۶ نوامبر ۲۰۱۱ |      |      |      |      |      |      |      |      |      |      |      |      |      |      |      |      |      |      |      |      |      |      |      |      |      |      |      |      |      |      |      |      |      |      |

| | ۲۰۱۳ | ۲۰۱۲ | ۲۰۱۱ | ۲۰۱۰ | ۲۰۰۹ | ۲۰۰۸ | ۲۰۰۷ | ۲۰۰۶ | ۲۰۰۵ | ۲۰۰۴ | ۲۰۰۳ | ۲۰۰۲ | ۲۰۰۱ | ۲۰۰۰ | ۱۹۹۹ | ۱۹۹۸ | ۱۹۹۷ | ۱۹۹۶ | ۱۹۹۵ | ۱۹۹۴ | ۱۹۹۳ | ۱۹۹۲ | ۱۹۹۱ | ۱۹۹۰ | ۱۹۸۹ |
| ایرباس | ۵۸۸  | ۳۲۵  | ۴۱۸  | ۵۱۰  | ۴۲۵  | ۴۸۳  | ۴۵۳  | ۴۳۴  | ۳۷۸  | ۳۲۰  | ۳۰۵  | ۳۰۳  | ۳۲۵  | ۳۱۱  | ۲۹۴  | ۲۲۹  | ۱۸۲  | ۱۲۶  | ۱۲۴  | ۱۲۳  | ۱۳۸  | ۱۵۷  | ۱۶۳  | ۹۵   | ۱۰۵  |
| بوئینگ | ۶۴۸  | ۸۶۶  | ۷۶۳  | ۷۹۸  | ۶۹۶  | ۳۷۵  | ۴۴۱  | ۳۹۸  | ۵۹۷  | ۶۹۱  | ۵۹۷  | ۳۸۱  | ۵۲۷  | ۴۹۱  | ۶۲۰  | ۵۹۵  | ۳۷۵  | ۲۷۱  | ۲۵۶  | ۳۱۲  | ۴۰۹  | ۵۷۲  | ۶۰۶  | ۵۲۷  | ۴۰۲  |
| منبع: - تعداد هواپیماهای تحویلی ایرباس تا ۳۱ اکتبر ۲۰۱۱ - تعداد هواپیماهای تحویلی بوئینگ تا ۳۱ اکتبر ۲۰۱۱ |      |      |      |      |      |      |      |      |      |      |      |      |      |      |      |      |      |      |      |      |      |      |      |      |      |

## خودروی پرنده
ایرباس از ساخت خودرویی پرنده خبر داد، که می‌تواند در شهرهای شلوغ و پرترافیک بسیار کارآمد باشد. این خودرو اکنون در مرحله آزمایشی قرار دارد.